# Stazione di Higashi-Kaijin
La stazione di Higashi-Kaijin (東海神駅?, Higashi-Kaijin-eki) è una stazione ferroviaria situata a Funabashi, nella prefettura di Chiba, in Giappone. Serve la ferrovia Rapida Tōyō, un'estensione a gestione privata della linea Tōzai della Tokyo Metro.

## Linee e servizi
Società ferrovia Rapida Tōyō
● Ferrovia Rapida Tōyō

## Struttura
La stazione è realizzata in sotterranea, con il mezzanino al primo piano interrato, e i binari al secondo. Verso la direzione Nishi-Funabashi sono presenti scale mobili.
| 1 | ● Ferrovia Rapida Tōyō | per Kita-Narashino e Tōyō-Katsutadai   |
| 2 | ● Ferrovia Rapida Tōyō | per Nishi-Funabashi, Ōtemachi e Nakano |

## Stazioni adiacenti
| «                        | Servizio                       | »                    |
| Ferrovia Rapida Tōyō     | Ferrovia Rapida Tōyō           | Ferrovia Rapida Tōyō |
| ------------------------ | ------------------------------ | -------------------- |
| Nishi-Funabashi          | Locale Rapido Rapido pendolari | Hasama               |
| Il Rapido Tōyō non ferma |                                |                      |